# Tadeusz Michalik
Tadeusz Michalik (n. 16 februarie 1991, Jasieniec⁠(d), Gmina Trzciel⁠(d), Voievodatul Lubusz, Polonia) este un luptător ce a reprezentat Polonia, medaliat olimpic. A participat la o ediție a Jocurilor Olimpice (2020) în care a câștigat o medalie de bronz.